# Ловречан (Иванец)
Ловречан  је насељено место у Републици Хрватској у Вараждинској жупанији. Административно је у саставу града Иванца. Простире се на површини од 3,16 км2.
Налази се 10 км југозападно од центра жупанје Вараждина, а 10 км источно од града Иванца.

## Становништво
На попису становништва 2011. године, Ловречан је имао 490 становника.
Према попису становништва из 2001. године у насељу Ловречан живело је 518 становника. који су живели у 127 породичних домаћинстава Густина насељености је 163,92 становника на км2.
Кретање броја становника по пописима 1857—2001.
| година пописа  | 1857. | 1869. | 1880. | 1890. | 1900. | 1910. | 1921. | 1931. | 1948. | 1953. | 1961. | 1971. | 1981. | 1991. | 2001. | 2011. |
| бр. становника | 209   | 244   | 248   | 290   | 351   | 369   | 398   | 437   | 489   | 525   | 517   | 457   | 474   | 515   | 490   |       |

Напомена:До 1900. и од 1981. и даље исказивано под именом Лукавец. Од 1910. до 1971. насеље је исказивано под именом Ловречан Подбелски.

## Попис1991.
На попису становништва 1991. године, насељено место Ловречан је имало 515 становника, следећег националног састава:
| Попис 1991.‍ | Попис 1991.‍ | Попис 1991.‍ | Попис 1991.‍ | Попис 1991.‍ |
| ----------- | ----------- | ----------- | ----------- | ----------- |
|             |             |             |             |             |
| Хрвати      | Хрвати      |             | 515         | 100%        |
| укупно: 515 |             |             |             |             |